# 天真有邪
《天真有邪》（羅馬化：Rai Dieng Sa），為一部於泰國第7電視台播出的浪漫愛情喜劇，目前已二度翻拍。
原版由史威特·佩維塞西里（Swiss）與阿拉亞·A·亥蓋特（Chompoo）領銜主演。2000年10月9日至11月14日，每週一至週日晚間6時30分首播。
2023年，泰國第7電視台宣布翻拍，並由Magic If Entertainment 2出品，新生代演員那塔朋·萊亞翁（Biw）與查林波恩·能恩查倫（Pin）領銜主演。2024年10月28日起，每週一至週四晚間6時首播。

## 劇情簡介

2000年原版劇集海報

Ja像公主一樣住在一棟大房子裡，周圍都是充滿愛心的人們。她的父親和姊姊對她極為溺愛，管家也像母親一樣疼愛著她。但有一天，一切都改變了——她的父親決定與Saisuda結婚，Saisuda帶著她的女兒和他們住在一起。Ja無法接受，開始反抗，引發了不少醜聞。Ja越反抗，人們就越嗤之以鼻，沒有人意識到家庭新成員的真實意圖。而管家的兒子Hin雖然天天與Ja鬥嘴，但又很照顧著她，直到他們最終愛上了對方。

## 演員陣容
註：括號內的演員姓名為小名。

### 主要演員
| 角色 （泰文） | 角色 （羅馬拼音） | 首播年份          | 首播年份          |
| 角色 （泰文） | 角色 （羅馬拼音） | 2000年            | 2024年            |
| ------------- | ----------------- | ----------------- | ----------------- |
| หิน            | Hin               | 史威特·佩維塞西里 | 那塔朋·萊亞翁     |
| จ๋า            | Ja                | 阿拉亞·A·亥蓋特   | 查林波恩·能恩查倫 |

### 次要演員
| 角色 （泰文） | 角色 （羅馬拼音） | 首播年份      | 首播年份            |
| 角色 （泰文） | 角色 （羅馬拼音） | 2000年        | 2024年              |
| ------------- | ----------------- | ------------- | ------------------- |
|               | Duangkamol        | 納拉婉·佔查倫 | 安卡娜·沃拉茹塔娜彩 |
|               | Wiwat             |               | 本納勒·阿塞帕       |
|               | Yai               | 帕梅拉·鮑登   | 卡爾賽·克莉絲登     |

## 劇集迴響

### 泰國電視收視（2024年版）
- 收視最低的集數以藍色表示，收視最高的集數以紅色表示，而空格則表示該集的收視沒有相關數據。

| 集數 No.   | 播放日期       | 播放時段 (UTC+07:00) | 15+收視率 | 來源 |
| ---------- | -------------- | -------------------- | --------- | ---- |
| 1          | 2024年10月28日 | 星期一 18:00         | 2.591     |      |
| 2          | 2024年10月29日 | 星期二 18:00         | 2.618     |      |
| 3          | 2024年10月30日 | 星期三 18:00         | 2.227     |      |
| 4          | 2024年10月31日 | 星期四 18:00         | 2.258     |      |
| 5          | 2024年11月4日  | 星期一 18:00         | 2.539     |      |
| 6          | 2024年11月5日  | 星期二 18:00         | 2.593     |      |
| 7          | 2024年11月6日  | 星期三 18:00         | 2.657     |      |
| 8          | 2024年11月7日  | 星期四 18:00         | 2.634     |      |
| 9          | 2024年11月11日 | 星期一 18:00         | 2.394     |      |
| 10         | 2024年11月12日 | 星期二 18:00         | 未知      |      |
| 11         | 2024年11月13日 | 星期三 18:00         | 2.634     |      |
| 平均收視率 | 平均收視率     | 平均收視率           | '         | 1    |

^1  基於每集的平均觀眾份額。

## 外部連結
- 《天真有邪2000》MyDramaList上的劇情簡介 （页面存档备份，存于）（英文）
- 《天真有邪2024》MyDramaList上的劇情簡介 （页面存档备份，存于）（英文）
- 豆瓣电影上《天真有邪2000》的資料 （简体中文）
- 豆瓣电影上《天真有邪2024》的資料 （简体中文）